# Silja Kanerva
Silja Kanerva (San Diego, Estados Unidos, 28 de enero de 1985) es una deportista finlandesa que compitió en vela en la clase Elliott 6m. 
Participó en los Juegos Olímpicos de Londres 2012, obteniendo una medalla de bronce en la clase Elliott 6m (junto con Silja Lehtinen y Mikaela Wulff). Ganó una medalla de oro en el Campeonato Mundial de Elliott 6m de 2012.

## Palmarés internacional
| \| Juegos Olímpicos \| Juegos Olímpicos \| Juegos Olímpicos \| Juegos Olímpicos \| \| Año \| Lugar \| Medalla \| Clase \| \| ------------------ \| --------------------- \| ----------------- \| ---------------- \| \| 2012 \| Londres (Reino Unido) \| Medalla de bronce \| Elliott 6m \| \| Campeonato Mundial \| \| \| \| \| Año \| Lugar \| Medalla \| Clase \| \| 2012 \| Gotemburgo (Suecia) \| Medalla de oro \| Elliott 6m \| |                       |                   |            |
| Juegos Olímpicos |                       |                   |            |
| Año | Lugar                 | Medalla           | Clase      |
| 2012 | Londres (Reino Unido) | Medalla de bronce | Elliott 6m |
| Campeonato Mundial |                       |                   |            |
| Año | Lugar                 | Medalla           | Clase      |
| 2012 | Gotemburgo (Suecia)   | Medalla de oro    | Elliott 6m |